# Accidente ferroviario de Milavče de 2021
El 4 de agosto de 2021, dos trenes de pasajeros chocaron en Milavče en la República Checa. Tres personas murieron y 67 resultaron heridas. Las colisiones de trenes en la República Checa son relativamente frecuentes según las normas europeas debido a los sistemas de seguridad obsoletos. Después de una colisión mortal en 2020, el gobierno checo anunció un programa de modernización. A partir de 2021, el Sistema Europeo de Control de Trenes (ETCS) está instalado en solo 500 km (310 millas) de ferrocarril; Para 2025, se prevé ampliarlo a todas las líneas principales.
Dos trenes de pasajeros chocaron de frente en Milavče, región de Plzeň, República Checa a las 08:06 hora local (06:06 UTC). Uno de los trenes era un servicio local České dráhy de Plzeň a Domažlice, con una unidad múltiple diesel ČD Clase 844 RegioShark. El otro era un servicio internacional desde Munich, Alemania a Praga, República Checa, operado por České dráhy en la República Checa y por Die Länderbahn en Alemania. El tren fue remolcado por la locomotora diésel 223 066 DB Clase 233.
Tres personas murieron, y 67 resultaron heridas, cinco de gravedad. Los muertos eran conductores y una pasajera, todos ciudadanos checos. Se denunció la desaparición de una persona. Los equipos de rescate de Alemania ayudaron a sus colegas checos. Cuatro helicópteros transportaron a los heridos a los hospitales de Plzeň. Diez pacientes con lesiones menos graves fueron trasladados a hospitales en Alemania. Los daños se estimaron en más de 100.000.000 Kč (unos 3,9 millones de euros o 4,6 millones dólares.

## Investigaciones
La Oficina de Inspección de Seguridad Ferroviaria abrió una investigación sobre el accidente. Se espera que la investigación lleve varios meses. También se abrió una investigación penal ya que se sospechaba que la negligencia era una de las causas del accidente. České dráhy también abrió una investigación sobre el accidente.
El ministro de transporte checo, Karel Havlíček, dijo que el tren internacional había pasado una señal de parada (SPAD). El inspector general de RSIO, Jan Kučera, dijo que no se sabía si el SPAD era el resultado de un defecto técnico en el tren o un error del conductor.